# Licantropo vegano/Ballerino
Licantropo vegano/Ballerino è un singolo del gruppo milanese Elio e le Storie Tese, pubblicato il 20 ottobre 2017 sotto formato 45 giri.

## Il disco

### Licantropo vegano
Il brano è una cover di Werewolves of London del cantante statunitense Warren Zevon. Secondo un'interpretazione di alcuni utenti sul sito ufficiale del gruppo, la canzone preannuncia lo scioglimento della band, che avverrà successivamente al concerto di Milano il 19 dicembre 2017.

### Ballerino
Il brano è una cover del brano Pretty Ballerina dei The Left Banke condita, come il precedente, di un testo parodistico/demenziale.
A differenza dell'altro brano, questo non è stato pubblicato in nessun formato digitale, né viene mai citato nella discografia ufficiale della band al di fuori del suo supporto originario.